# Cisternas de los Aglabíes
Las cisternas de los Aglabíes (en árabe: فسقية الأغالبة ) son un monumento histórico tunecino ubicado a Cairuán. Datadas de principios  de la segunda mitad del siglo IX y localizadas fuera de las murallas de la médina de Cairuán, están considerados como las más importantes obras hidráulicas de la historia del mundo musulmán.

## Historia
Construidas entre los años  860-862, bajo el  reinado del soberano aglabí Abou Ibrahim Ahmed Ibn Mohamed Ibn Al Aghlab (856-863), forman parte de una quincena de cisternas extra-muros destinados a surtir la ciudad en agua. La amplitud y el ingenio de esta realización han llamado desde siempre la atención de los viajeros y han valido a Cairuán el nombre de « ciudad de las cisternas ». Inicialmente, la alimentación de las cisternas estaba asegurada por un inteligente sistema de drenaje trayendo las aguas de lluvia así como aquellas de los afluentes del uadi Merguellil captadas por medio de pequeños embalses. Después, la construcción por el soberano fatimí Al-Muizz li-Dîn Allah de un acueducto (hacia el año 961), traía las aguas de las fuentes de Cherichira, localidad situada a 40 kilómetros de Cairuán.

## Descripción
La obra, realizada en mampostería, cubierta con yeso impermeable cubriendo una superficie de 11 000 m², está constituida por un pequeño estanque de decantación,  y de una gran cisterna para el almacenamiento de las aguas y de dos cisternas de extracción , con  una capacidad total de almacenaje de 68 800 m³.

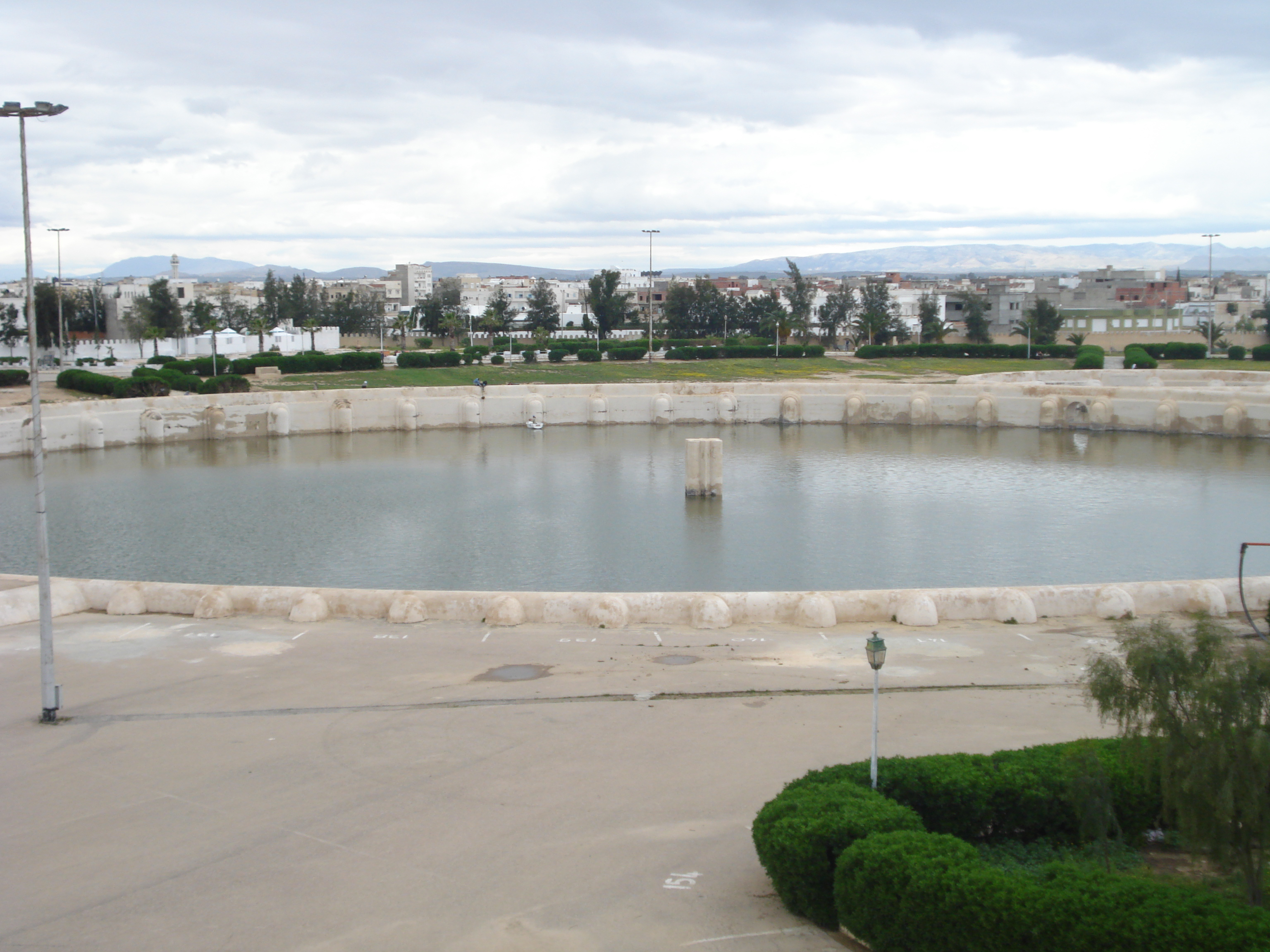
Gran cisterna y su pilar central
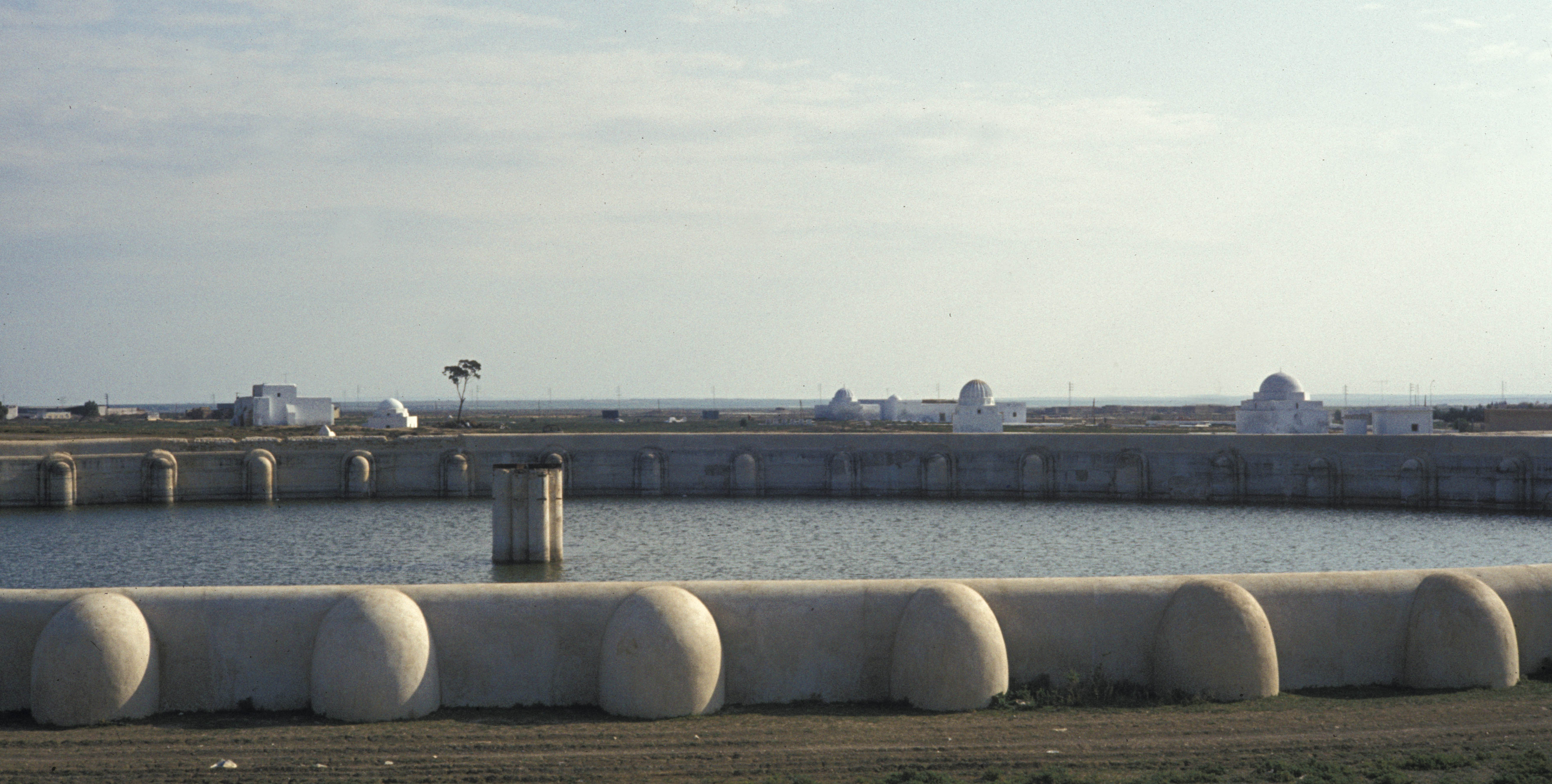
Contrafuertes de la gran cisterna
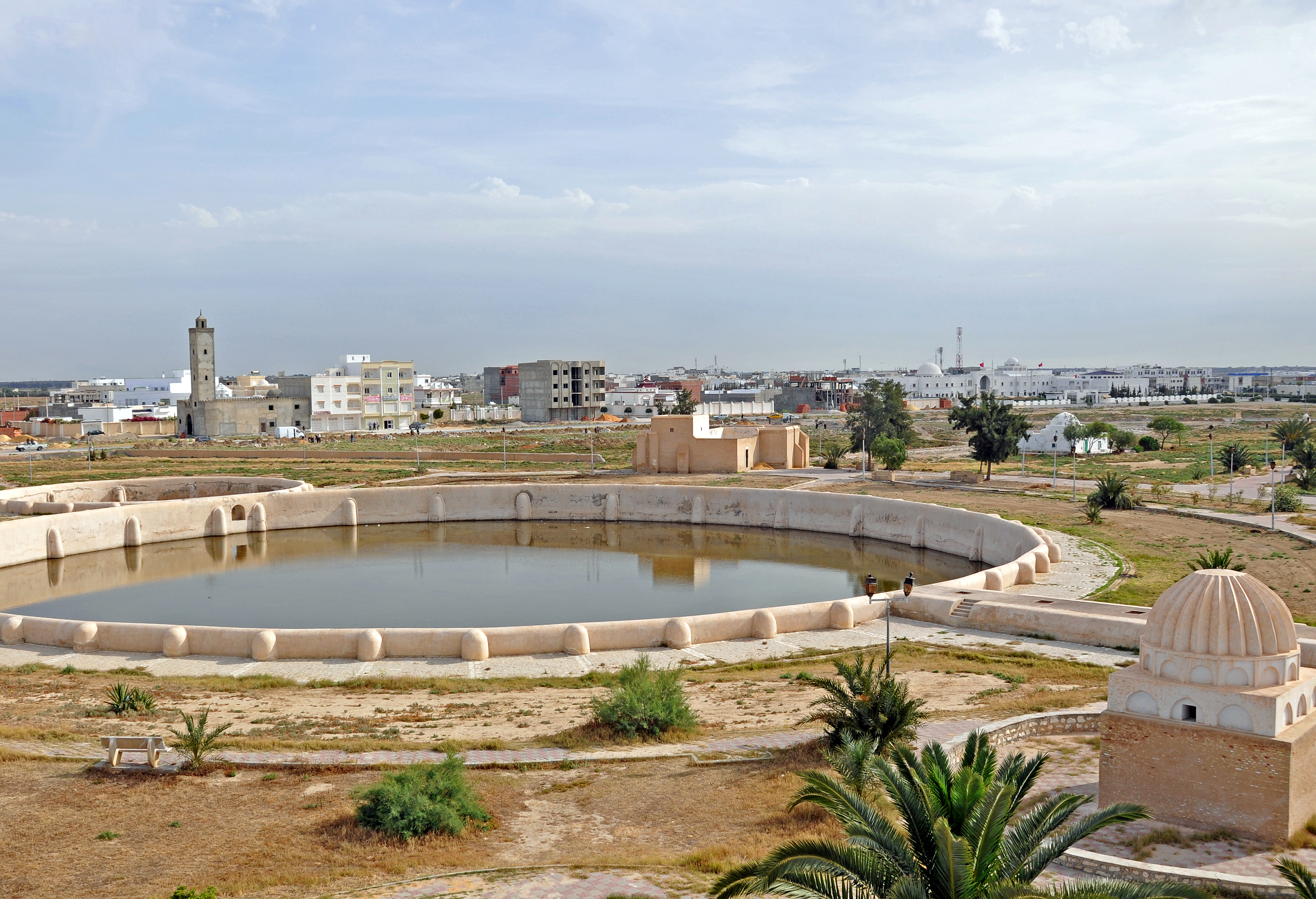
Vista panorámica de una de las grandes cisternas, y estanque de decantación
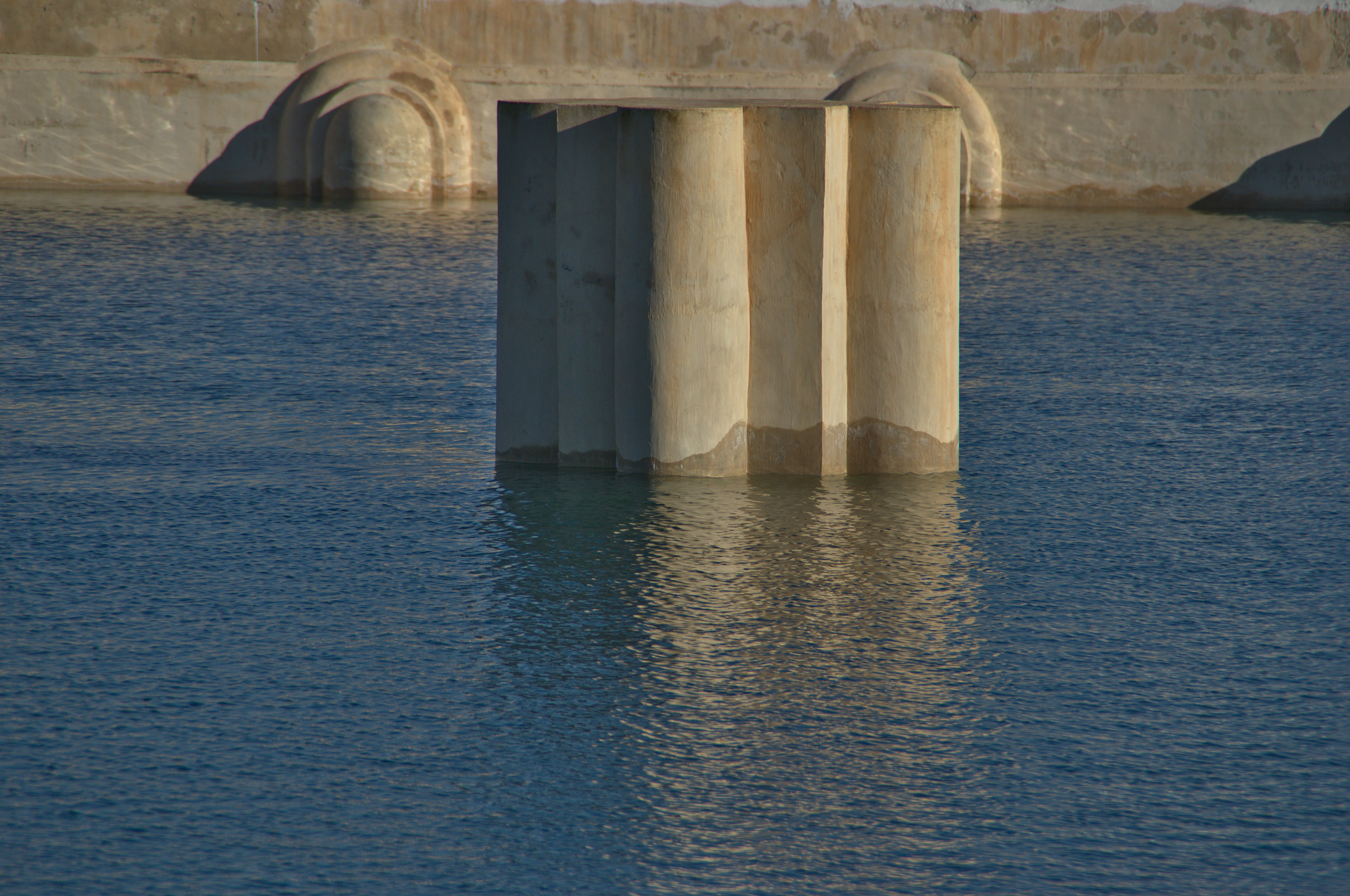
Pilar polilobulado central y contrafuertes

El pequeño estanque, de forma poligonal simple con 17 lados, con un diámetro interior de 37,40 metros y una capacidad de 4 000 m³, está consolidado por 17 contrafuertes interiores y 28 exteriores. Sirve de estanque de decantación, para eliminar los restos y las impurezas antes de pasar a la cisterna grande. Esta última, es un vasto polígono de 64 lados con un perímetro de 405 metros y una capacidad de 57 764 m, mide 129,67 metros de diámetro interior y 4,8 metros de profundidad. La pervivencia de esta cisterna así como el control de la presión del agua que se ejerce sobre sus paredes, han necesitado no menos de 182 contrafuertes (118 exteriores y 64 interiores) para apoyarla y reforzarla. Ambas cisternas de extracción, tienen  una capacidad de 917 m³, están adosadas perpendicularmente a las cisternas y están cubiertas por una bóveda de cañón con  arcos dobles que descansan sobre pilares.
El monumento, concebido originalmente para el acopio en agua de los ciudadanos de Cairuán, ha sido a veces utilizado por los príncipes aglabíes, sobre todo bajo el reinado  de Ziadet Allah III, como lugar de placer y de diversión. En medio de la gran cisterna se eleva un pilar polilobulado que  antaño estaba coronado por un quiosco. Además de su aspecto utilitario, la obra fascina igualmente por su estética, a la vez sobria y majestuosa.